# 796
796 (DCCXCVI) var ett skottår som började en fredag i den julianska kalendern.

## Händelser

### Okänt datum
- Hisham I efterträds av al-Hakam I som emir av Córdoba.
- Karl den store besegrar avarerna på Donauslätten.
- Vid Offas död efterträds han som kung av Mercia av Ecgfrith av Mercia, som dock dör redan samma år och sin tur efterträds av Cenwulf. Titeln Rex Anglorum ("Engelsmännens konung") dör dock med Offa och återupptas inte på flera årtionden.

## Födda
- Liu Zhuan, kinesisk kansler.
- Xiao Fang, kinesisk kansler.

## Avlidna
- 29 juli – Offa, kung av Mercia sedan 757 och engelsmännens konung sedan 774
- Ecgfrith av Mercia, kung av Mercia sedan Offas död
- Aethelred I, kung av Northumbria